# اگنیت
شهر اگنیت (به رومانیایی: Agnita) در شهرستان سیبیو در کشور رومانی واقع شده‌است. جمعیت این شهر ۱۲٬۱۱۵ نفر  است.